# Cibora zmienna
Cibora zmienna, c. przemiennolistna, papirusik (Cyperus alternifolius L.) – gatunek rośliny z rodziny ciborowatych (Cyperaceae). Pierwotny zasięg obejmował wschodnią Afrykę z Madagaskarem oraz Półwysep Arabski. Rozprzestrzeniony został w uprawie i zdziczał niemal w całej strefie tropikalnej i subtropikalnej. Występuje na brzegach rzek i jezior.

## Morfologia
PokrójWiecznie zielona bylina o wysokości do 1,2 m.
LiścieRównowąskie, typu trawiastego,  zebrane w zielone okółki.
KwiatKwiaty drobne, białozielonego koloru zebrane są w szczytowych partiach wyrastających w kątach przysadki.
OwocOwocem jest drobny orzeszek.

## Zastosowanie
W Polsce spotykana jest w uprawie doniczkowej. Roślina ta może również upiększać nadwodną część akwarium. Rozmnażana jest poprzez podział rośliny macierzystej.